# Arme Leute

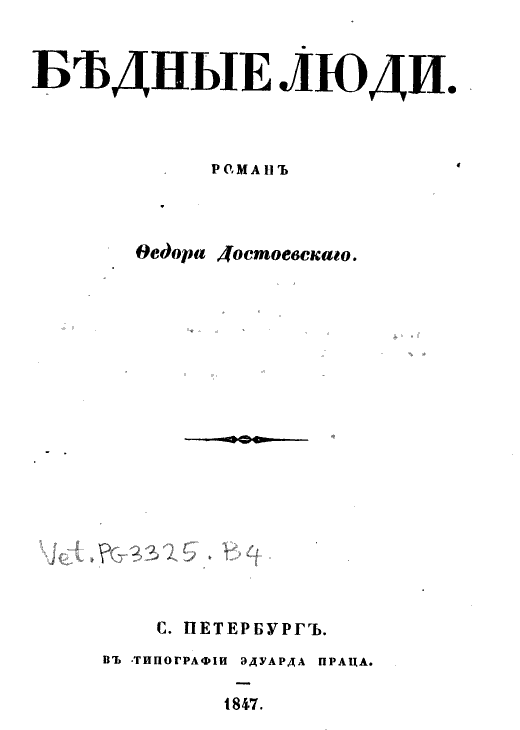
Titelblatt der russischen Ausgabe von 1847

Arme Leute (russisch: Бедные люди) ist der erste Roman des russischen Schriftstellers Fjodor Dostojewski. Der Briefroman wurde zwischen 1844 und 1845 geschrieben und begründete Dostojewskis Ruhm. Er erreichte eine ungewöhnlich breite Leserschaft und wurde auch von einflussreichen zeitgenössischen Kritikern wie Wissarion Grigorjewitsch Belinski teilweise euphorisch aufgenommen. Er wurde 1846 erstmals in der Zeitschrift Peterburgski Sbornik veröffentlicht.

## Handlung
Der Roman schildert die Liebe des Kopisten Makar Alexejewitsch Dewuschkin zu der weitaus jüngeren Näherin Warwara Alexejewna Dobrosjolowa. Er wird ausschließlich über einen Briefwechsel zwischen den beiden erzählt. Die Hauptpersonen leben in derselben Straße in einem Petersburger Armenviertel. Warwara wohnt zur Untermiete bei einer älteren Verwandten, die – unter Berufung auf frühere Wohltaten –, einen starken Einfluss auf sie ausübt. Näheres über die Vergangenheit der beiden ist nicht bekannt. Dewuschkin, der abgetragene und schmutzige Kleider trägt und in erbärmlichen Wohnverhältnissen lebt, sieht sich als eine Ratte in der Gesellschaft. Mit Warwara kommt es zu einem Briefwechsel, sowie zu gelegentlichen Besuchen, die jedoch nie genauer ausgeführt werden. Auch tauschen die beiden Bücher aus. Dewuschkin reagiert beleidigt, als Warwara ihm ein Exemplar von Gogols Mantel übergibt, da er findet, das Leben des Protagonisten gleiche dem seinen. Schließlich beschließt Warwara, einen reichen Witwer (und Bekannten ihrer Verwandten) namens Bykow zu heiraten, der ihre Ehre wiederherstellen und sie von ihrem Schicksal befreien soll.
Im Briefwechsel, der sich über ein halbes Jahr hinzieht, nimmt Dewuschkin die prominentere Rolle ein. Er verliebt sich in Warwara und ist unglücklich, als diese sich entschließt, Bykow wirklich zu heiraten, um ihren ärmlichen Verhältnissen zu entkommen. Seine zarten Versuche, sie von diesem Vorhaben abzubringen, sind jedoch nicht erfolgreich; sie wird Petersburg verlassen. Dewuschkin erhält von ihr sogar Aufträge, die die Vorbereitung der Hochzeit betreffen, was ihn schwer trifft. Der Roman endet mit einem Brief Dewuschkins, der nicht mehr beantwortet wird.

### Ausgaben
- Fjodor Dostojewski: Arme Leute (dt. von Hermann Röhl), Frankfurt: Insel (2007), ISBN 978-3-458-33846-8
- Fjodor Dostojewski: Arme Leute (dt. von Hermann Röhl), Köln: Anaconda (2013), ISBN 978-3-86647-960-9

### Sekundärliteratur
- Rudolf Neuhäuser: Das Frühwerk Dostojewskijs, Heidelberg: Carl Winter (1979), ISBN 3-533-02711-2
- John Jones: Poor People, in ders.: Dostoevsky, New York: Oxford University Press (1983), ISBN 0-19-812645-X